# Virelai
Virelai of virelay is een Oudfranse dichtvorm met twee rijmklanken en korte vorm (twee à drie coupletten). De dichtvorm werd veel gebruikt in middeleeuwse (dans)muziek en poëzie. De structuur van een virelai in muzikale zin is ABB'A, waarbij A en B verschillen in melodie, en B' een op B rijmende tekst heeft.
Vanaf eind 13e eeuw tot eind 15e eeuw was het een van de meest algemene dichtvormen in de Europese muziek. In de tweede helft van de 15e eeuw werd het weinig meer in muziek gebruikt, maar geschreven als poëzie die wel of niet op muziek gezet kon worden.
Het is niet geheel duidelijk waar de naam vandaan komt. Het eerste deel is vrijwel zeker afgeleid van het Franse werkwoord virer (draaien), het tweede deel is mogelijk afgeleid van het Provençaalse ley.
Virelai is een van de drie zogenaamde formes fixes (de andere twee waren de ballade en de rondeau). Er wordt onderscheid gemaakt tussen virelai ancien (oude stijl) en virelai nouveau (nieuwe stijl).
In een virelai heeft elk stanza twee rijmende versregels. De tweede rijmklank wordt weer herhaald in de eerste rijmklank van de volgende stanza.
In virelai nouveau worden maar twee rijmklanken gebruikt. Het gedicht opent met een rijmend couplet en eindigt met dezelfde twee regels, in omgedraaide volgorde.
Een van de bekendste componisten van virelais was de troubadour Guillaume de Machaut (ca. 1300 - 1377), die ook zijn eigen versen schreef. Een andere bekende componist van virelais was Guillaume Dufay (1400 - 1474).

## Voorbeeld
Een voorbeeld van een virelai is Douce dame jolie van Guillaume de Machaut. Het is een van de bekendste muziekstukken uit de middeleeuwen.
Douce dame jolie,
Pour dieu ne pensés mie
Que nulle ait signorie
Seur moy fors vous seulement.
Qu'adès sans tricherie
Chierie
Vous ay et humblement
Tous les jours de ma vie
Servie
Sans villain pensement.
Helas! et je mendie
D'esperance et d'aïe;
Dont ma joie est fenie,
Se pité ne vous en prent. 
Douce dame jolie,
Pour dieu ne pensés mie
Que nulle ait signorie
Seur moy fors vous seulement.